# Fowlerichthys radiosus
Fowlerichthys radiosus là một loài cá ếch được tìm thấy ở Đại Tây Dương. Loài này phát triển đến chiều dài là 7,6 cm (3,0 in)